# 프랜 라이언

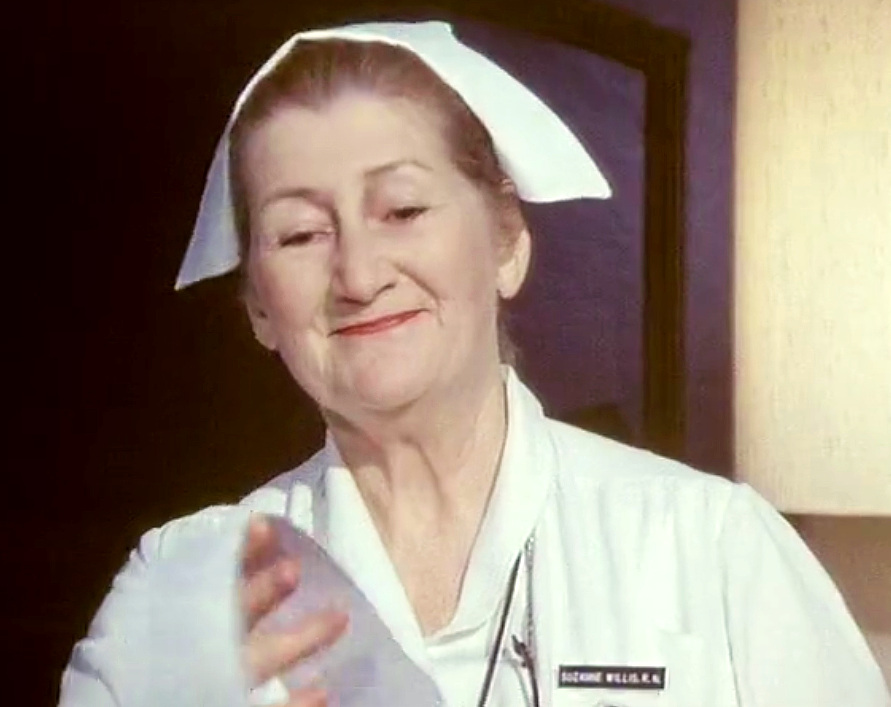

프랜 라이언(Fran Ryan, 1916년 11월 29일 ~ 2000년 1월 15일)은 미국의 배우, 성우이다.
로스앤젤레스에서 태어났으며 버뱅크에서 사망하였다. 사인은 질병이다.

## 출연 작품
- 수처 (1993년)
- 리오 그란데 (1993년)
- 굿 훼밀리 (1990년)
- 아웃 콜드 (1989년)
- 초능력 슈퍼캅 (1989년)
- 뜨거운 애정 게임 (1988년) - 마 역
- 건스모크 (1987년)
- 스튜어디스 스쿨 (1986년)고요의 땅 (1986년)
- 사랑에 눈뜰 때 (1985년)
- 페일 라이더 (1985년)
- 아이스 오브 파이어 (1983년)
- 욕망의 인파이터 (1983년)
- 프라이빗 스쿨 (1983년)
- 사반나의 미소 (1982년)
- 위대한 승리 (1982, Life of the Party: The Story of Beatrice)
- 조니 벨린다 (1982년)
- 아메리카나 (1981년)
- 괴짜들의 병영 일지 (1981년)
- 롱 라이더스 (1980년) - 제젤다 사무엘 역
- 록키 2 (1979년)
- 빅 웬즈데이 (1978년)
- 출옥자 (1978년)
- 프러쉬 (1977년)
- 애플 덤플링 갱 (1975년)

### 텔레비전
- 기동순찰대 (1977년)
- 미녀 삼총사 - TV 시리즈 (1976년)
- 우리 생애 나날들 (1965년)
- 딜론 보안관 (1955년)
- 마법사 맥케이 (1986년)
- 디즈니랜드 (1954년) - 플로라 역